# عبد الكريم السعدي
عبد الكريم سعدي حكم كرة قدم عراقي دولي سابق.
و قد حكم في كأس الخليج 1990، وقد أدار مباراة منتخب الإمارات لكرة القدم ومنتخب قطر لكرة القدم في 27 فبراير 1990.